# John Greig (Fußballspieler)
John Greig, CBE (* 11. September 1942 in Edinburgh) ist ein ehemaliger schottischer Fußballspieler und Fußballtrainer.

## Biografie
Greig war zwischen 1960 und 1978 bei den Glasgow Rangers aktiv und lange Zeit Mannschaftskapitän. Während seiner aktiven Laufbahn wurde er mit den Rangers fünf Mal Schottischer Meister: 1961, 1963, 1964, 1975 und 1976. Darüber hinaus wurde er mit den Rangers sechs Mal Schottischer Pokalsieger in den Jahren 1962, 1963, 1964, 1966, 1973 und 1976. Daneben gewann er mit seiner Mannschaft den Schottischen Ligapokal (Scottish League Cup) 1961, 1962, 1964, 1965, 1971, 1976 sowie 1978.
Im Finale des Europapokal der Pokalsieger 1966/67 unterlag sein Team im Stadion von Nürnberg am 31. Mai 1967 dem FC Bayern München mit 1:0 nach Verlängerung.
Im Jahr 1971 kam es zur zweiten Ibrox-Katastrophe. Während des Old-Firm-Derbys zwischen Celtic Glasgow und den Glasgow Rangers starben 66 Fußballfans. Das Unglück geschah, als beim Stand von 0:1 tausende Rangers-Zuschauer das Stadion verließen und eine Absperrung wegbrach. In der 89. Spielminute hatte Jimmy Johnstone für Celtic getroffen und so glaubte kaum ein Fan mehr, dass sich die Gäste das Spiel würden noch nehmen lassen. Zur Erinnerung an dieses Ereignis gibt es im Ibrox Stadium ein Denkmal mit den Namen der Opfer sowie eine Statue von Greig.
Den größten Erfolg feierte er mit den Rangers beim Sieg im Europapokal der Pokalsieger 1971/72 als seine Mannschaft am 24. Mai 1972 im Stadion Camp Nou in Barcelona FK Dynamo Moskau mit 3:2 schlug. 1973 spielte er auch im Finale des Super-Cup und unterlag bei den Hin- und Rückspielen Ajax Amsterdam mit 1:3 und 2:3.
Als Spieler war er insbesondere als inspirierender Mannschaftskapitän bekannt sowie wegen seiner scharfen Schüsse und die Beherrschung seiner Verteidigung.
Creig, der 1966 und 1976 Schottlands Fußballer des Jahres wurde, beendete im Mai 1978 seine Laufbahn als Spieler und wurde unmittelbar darauf Trainer der Rangers. Dieses Amt bekleidete er von 1978 bis 1983 und war dadurch geprägt, dass nach fünf Jahren ohne Gewinn der schottischen Meisterschaft der stetig wachsende Druck auf die Vereinsführung zu groß wurde und Greig darauf mit seinem Rücktritt reagierte.
Im Anschluss war er als Fußballkommentator im Radio tätig, ehe er 1990 eine Position in der Abteilung für Öffentlichkeitsarbeit bei den Glasgow Rangers übernahm.
Für seine sportlichen Verdienste wurde er 1977 zum Mitglied des Order of the British Empire ernannt, 2002 in die Scottish Sports Hall of Fame aufgenommen. Im Juni 2023 wurde er zum Commander (CBE) des Order of the British Empire befördert.